# Diles Que No Me Maten
Diles Que No Me Maten es una banda de rock alternativo de la Ciudad de México, la cual forma parte de la escena Indie mexicana. Toma su nombre del relato del escritor mexicano Juan Rulfo ¡Diles que no me maten!.

## Historia
La banda fue conformada en 2017 por Raúl (percusiones) y Gerardo Ponce (guitarra),  Jonás Derbez (armonio, sax y voz), Andrés Lupone (bajo) y Jerónimo García (guitarra).Utilizan la improvisación y la poesía como base de su proceso creativo.
En 2019 presentaron su EP Cayó de su gloria el diablo. Su álbum debut, Edificio (2020) obtuvo diversos reconocimientos: la revista española Rockdelux lo incluyó dentro del conteo de los Mejores Discos Mexicanos del año, la estación Reactor 105.7 le otorgó el puesto número 1 a la canción “Manos de piedra” y la revista Indie Rocks! ubicó el álbum en el puesto 17 de su Top 100 discos del 2020.
En 2023 fueron una de las nueve bandas seleccionadas para grabar un live on KEXP desde México.

## Integrantes

### Formación Actual
- Jonás Derbez - vocal, flauta, saxofón, guitarra (2017 - actualmente)
- Jerónimo García - guitarra, clarinete, saxofon, sintetizador (2017 - actualmente)
- Gerardo Ponce - guitarra, sintetizador, trompeta, bajo (2017 - actualmente)
- Andrés Lupone - bajo, sintetizador, mellotron, guitarra acústica, violín (2017 - actualmente)
- Raúl Ponce - sintetizador, percusión, batería (2017 - actualmente)

## Discografía

### Álbumes de estudio
- 2020: "Edificio" (lanzado por el mismo grupo)
- 2021: "La Vida de Alguien Más" (lanzado por el mismo grupo)
- 2023: "Obrigaggi" [6] (Come Algo, Mexican Rarities)

### EP's
- 2020: "Cayó De Su Gloria el Diablo" (lanzado por el mismo grupo)